# Национальный университет гражданской защиты Украины
Национальный университет гражданской защиты Украины (укр. Національний університет цивільного захисту України) — ведущее высшее учебное заведение Государственной службы Украины по чрезвычайным ситуациям IV уровня аккредитации и один из самых авторитетнейших и старейших учебных заведений пожарно-спасательного профиля не только на Украине, но и в странах СНГ.

## История университета
Учебное заведение имеет славное историческое прошлое и богатые традиции. История учебного заведения берет своё начало с 17 июля 1928, с тех пор, когда Советом Народных Комиссаров УССР было принято постановление о создании в г. Харькове двухгодичных постоянно действующих Всеукраинских пожарно-технических курсов.
В дальнейшем, в процессе своего становления и развития, название учебного заведения неоднократно менялась.
В 1930 году Всеукраинские пожарно-технические курсы были реорганизованы в Харьковский пожарный техникум НКВД УССР.
В 1938 году в связи с военизацией пожарной охраны городов, которая вызвала необходимость в подготовке и переподготовке значительного количества специалистов для городских пожарных частей, Харьковский пожарный техникум НКВД УССР был реорганизован в Курсы усовершенствования командного состава городской пожарной охраны (КУКС) НКВД СССР.
В июле 1941 года Курсы были реорганизованы в 3-ю, а в 1943 году — в 4-ю Пожарно-техническую школу НКВД СССР.
В дальнейшем, в сентябре 1946 года 4-я ПТШ реорганизована в Харьковское пожарно-техническое училище МВД СССР с трехлетним сроком обучения. С этого момента начался новый этап значительного развития и усовершенствования учебно-методической и воспитательной работы пожарно-технического учебного заведения. Изменения, происходившие в жизни страны, не обходили стороной и училище. В ХПТУ МВД СССР постоянно внедрялись новые формы обучения и работы педагогического состава. Среди учебных заведений структуры МВД СССР рейтинг училища всегда поддерживался на достаточно высоком уровне, его выпускники работали в подразделениях пожарной охраны практически во всех уголках многих республик бывшего Советского Союза. Командно-преподавательский состав училища постоянно прикладывал много усилий для повышения эффективности учебно-воспитательного процесса, служебной и хозяйственной деятельности, благодаря чему в начале 90-х годов стало возможным вывести учебное заведение на новый качественный уровень. Как бы со временем не менялись названия нашего учебного заведения, единственным, что оставалось неизменным, было и есть высокое качество подготовки высококвалифицированных специалистов пожарного дела.
Постановлением Кабинета Министров Украины № 258 от 27 апреля 1994 на базе Харьковского пожарно-технического училища МВД Украины был создан Харьковский институт пожарной безопасности МВД Украины, а в июне 2000 года постановлением Кабинета Министров Украины № 1024 от 27 июня 2000 года учебному заведению высокий статус академии.
Согласно Указу Президента Украины № 47/2003 от 27 января 2003 Академия пожарной безопасности Украины была выведена из состава Министерства внутренних дел Украины и введена в структуру Министерства Украины по вопросам чрезвычайных ситуаций и по делам защиты населения от последствий Чернобыльской катастрофы.
Решением коллегии МЧС Украины от 5 марта 2003 № 1 Академия пожарной безопасности Украины была признана ведущим высшим учебным заведением МЧС Украины по вопросам подготовки, переподготовки и повышения квалификации кадров Министерства Украины по вопросам чрезвычайных ситуаций и по делам защиты населения от последствий Чернобыльской катастрофы. В связи с этим на учебное заведение была возложена координация учебно-методической и научной работе высших учебных заведений в структуре МЧС Украины.
За годы своего существования учебное заведение подготовило свыше 35 тыс. высококвалифицированных специалистов, специалистов пожарно-спасательного дела. Более 900 выпускников закончили в разное время учебное заведение с отличием. Наши выпускники своей нелегкой службой и настойчивой работой достойно приумножают славные традиции родной alma mater . Выпускники учебного заведения широко известны не только на Украине, но и далеко за её пределами. Многие из них в разные времена возглавляли МЧС Украины и Республики Беларусь, гарнизоны пожарной охраны в различных регионах Украины и на просторах бывшего СССР и т. д., а сегодня находятся на руководящих должностях департаментов, территориальных управлений и многих подразделений МЧС Украины, а также стран СНГ. Двадцати восьми выпускникам было присвоено генеральские звания, трем — высокое звание Героя Советского Союза за мужество и героизм, проявленные во время Великой Отечественной войны, около 600 выпускников учебного заведения награждён медалью «За отвагу на пожаре» и знаком «За отвагу в чрезвычайной ситуации» . Многие воспитанники нашего учебного заведения за самоотверженную службу, мужество и отвагу были награждены орденами, медалями и отличиями Президента Украины и наградами других стран. Мы гордимся выпускниками — известными спортсменами, которые в своё время завоевывали золотые медали на чемпионатах мира и Олимпийских играх.
В течение многих лет курсанты и сотрудники учебного заведения неоднократно привлекались для тушения больших и сложных пожаров в разных уголках Украины. В октябре 1986 года 10 курсантов-добровольцев ХПТУ МВД СССР во главе с курсовым офицером активно участвовали в ликвидации последствий аварии на Чернобыльской АЭС.
Началом нового этапа в истории учебного заведения стало Распоряжение Кабинета Министров Украины от 14.01.2004 года № 10-р о реорганизации Академии пожарной безопасности Украины в Академию гражданской защиты Украины.
С целью качественно подготовки специалистов для подразделений службы гражданской защиты Украины, стремлением приобщиться к европейским образовательным стандартам Болонского процесса 25 мая 2006 Распоряжением Кабинета Министров Украины № 290-р Академия гражданской защиты Украины был реорганизован в Университет гражданской защиты Украины.
Учитывая общегосударственное и международное признание результатов деятельности Университета гражданской защиты Украины, его весомый вклад в развитие национального образования и науки в соответствии с Указом Президента Украины № 990/2009 от 1 декабря 2009 Университета гражданской защиты Украины был предоставлен статус национального.
Сегодня университет — это современное ведущее высшее учебное заведение ДСНС Украины с полностью сформированной научно-методической и материальной базой, которое способно готовить высокопрофессиональные кадры с высшим образованием, то есть специалистов, которые осуществляют свою профессиональную деятельность в сфере профилактики чрезвычайных ситуаций и ликвидации их последствий.
Для осуществления практической и психологической подготовки высококвалифицированных специалистов Государственной службы Украины по чрезвычайным ситуациям в университете создана современная учебная пожарно-спасательная часть (НПРЧ), которая в составе сил Харьковского гарнизона Государственной службы Украины по чрезвычайным ситуациям принимает непосредственное участие в ликвидации последствий чрезвычайных ситуаций и пожаров. Учебная пожарно-спасательная часть университета есть прототипом практического подразделения Государственной службы Украины по чрезвычайным ситуациям и в полной мере приспособлена для изучения психологических особенностей деятельности боевых подразделений в условиях реального несения службы. Боевые расчеты учебной пожарно-спасательной части постоянно включенные в расписание выездов подразделений Харьковского гарнизона ДСНС Украины, предоставляют им значительную помощь в тушении пожаров по всем номерами выездов так и в ликвидации последствий чрезвычайных ситуаций природного и техногенного характера.
Научно-педагогические работники, курсанты и студенты университета постоянно занимаются научно-поисковыми исследованиями, а также принимают участие в международных, всеукраинских и региональных форумах, конференциях, семинарах. Некоторые курсанты и студенты неоднократно становились победителями и лауреатами Всеукраинских, областных и городских конкурсов студенческих научных работ.
В университете налажено тесное профессиональное и культурное сотрудничество с высшими учебными заведениями пожарно-спасательного профиля Республики Беларусь и других стран СНГ, а также Германии, Польши и т. д.
Другим направлением международной деятельности учебного заведения является участие представителей университета в работе специализированных ученых советов высших учебных заведений зарубежных государств. Заключены договора о научно-техническом сотрудничестве с учебными заведениями стран — Республики Беларусь, Республики Узбекистан, Азербайджанской Республики, Республики Польша.
Национальный университет гражданской защиты Украины готовит специалистов для подразделений ДСНС Украины и организаций всех форм собственности других министерств и ведомств на дневной и заочной форме.
http://nuczu.edu.ua

## Известные выпускники
Герои Советского Союза:
- Главацкий Георгий Константинович — герой Советского Союза, полковник,
- Сергеев, Михаил Егорович — старшина, Герой Советского Союза.,
- Мочалин Николай Гаврилович — Герой Советского Союза;

Выпускники, удостоенные генеральских званий
- Десятников Филипп Николаевич — Генерал-майор внутренней службы[1],[2],
- Кимстач Игорь Фотиевич — Генерал-майор внутренней службы,
- Микеев Анатолий Кузьмич — Генерал-лейтенант внутренней службы[1],
- Тараканов Николай Дмитриевич — Генерал-майор воинской службы,
- Ярмак Дмитрий Данилович — Генерал-майор[1],
- Дедиков Владимир Евгениевич — Генерал-майор внутренней службы,
- Астапов Валерий Петрович — Генерал-лейтенант внутренней службы,
- Турбин Виталий Борисович — Генерал-лейтенант внутренней службы,
- Сурмава Джумбер Евтихеевич — Генерал-майор полиции,
- Попов Виталий Иванович — Генерал-майор милиции,
- Рубцов Вячеслав Федорович — Генерал-майор внутренней службы,
- Салютин Виктор Афанасьевич — Генерал-майор внутренней службы,
- Рева Григорий Васильевич — Генерал-полковник внутренней службы,
- Тарабрин Юрий Васильевич — Генерал-майор милиции,
- Пучнин Владимир Михайлович — Генерал-майор милиции,
- Музыка Виталий Николаевич — Генерал-лейтенант милиции,
- Хижняк Борис Борисович — Генерал-майор внутренней службы,
- Гусейнов Мурад Гошум оглы — Генерал-майор внутренней службы,
- Росоха Владимир Емельянович — Генерал-лейтенант внутренней службы,
- Горбенко Николай Алексеевич — Генерал-майор службы гражданской защиты,
- Числов Александр Иванович — Генерал-майор милиции,
- Садковой Владимир Петрович — Генерал-лейтенант службы гражданской защиты,
- Денисюк Станислав Федорович — Генерал-лейтенант милиции,
- Завидонов Дмитрий Евгениевич — Генерал-майор милиции,
- Додоматов Исроил — Генерал-майор,
- Мирошниченко Александр Иванович[кто?] — Генерал-майор,
- Аникеев Сергей Владимирович — Генерал-майор внутренней службы.